# Mazapiltepec de Juárez
Mazapiltepec de Juárez är en kommun i Mexiko.   Den ligger i delstaten Puebla, i den sydöstra delen av landet, 160 km öster om huvudstaden Mexico City.
Följande samhällen finns i Mazapiltepec de Juárez:
- San Martín Rinconada
- Estación de Rinconada